# Nokia 3500 classic
Nokia 3500 classic este un telefon mobil produs de compania de telefonie Nokia. Telefonul dispunde de un ecran TFT de 1.8 inchi cu o rezoluție de 128 x 160 pixeli, o cameră de 2 megapixeli, un slot MicroSD, Bluetooth, EDGE, player MP3, radio FM.Nokia 3500 classic este oferită în 5 culori: albastru, roz, pink, verde și negru.

## Caracteristici
- Cameră de 2 megapixeli
- Suport card MicroSD
- Bluetooth 2.0 cu A2DP[2]
- mini-USB
- EDGE
- Java J2ME[3]
- Ecran TFT de 1.8 inchi
- MP3/MP4/AAC/AAC+ player